# Мороз Владислав Анатолійович
Владисла́в Анато́лійович Моро́з (14 липня 1997 року, с. Халаїдове, Монастирищенський район, Черкаська область — 5 квітня 2021 року, с. Спартак, Ясинуватська міська громада, Донецький район, Донецька область) — солдат, навідник 7-ї механізованої роти 3-го механізованого батальйону 72-ї окремої механізованої бригади імені Чорних Запорожців Збройних сил України, учасник російсько-української війни.

## Із життєпису
Після закінчення Владиславом першого класу школи, родина перебралась до Данилівки, що на Київщині. Закінчив Національний транспортний університет, за фахом — архітектор-дизайнер. 23 листопада 2020 року призваний за контрактом на військову службу.
Учасник Операції об'єднаних сил на території Донецької та Луганської областей з 2020 року.
Загинув 5 квітня 2021 року, близько 19:55, від наскрізного поранення грудей під час ворожого обстрілу зі стрілецької зброї.
Похований 9 квітня в рідному селі. Залишились батьки та сестра.

## Нагороди та вшанування
- Указом Президента України № 202/2021 від 20 травня 2021 року «за особисту мужність і самовіддані дії, виявлені у захисті державного суверенітету та територіальної цілісності України» — нагороджений орденом «За мужність» III ступеня (посмертно)[2].
- Почесна відзнака «За заслуги перед Черкащиною» (посмертно).